# ویس ابراهیم خیراندیش
ویس ابراهیم خیراندیش زادهٔ ۱۰ جدی/دی ۱۳۶۹ ورزشکار دو و میدانی در رشته دو نیمه‌استقامت اهل افغانستان است. وی هم‌اکنون دارنده دارنده رکورد ملی ۸۰۰ متر در زمان ۱:۵۳٫۶۳ است. وی توانست این رکورد را در مسابقاتی که در پورتلند، اورگن آمریکا کسب کند. وی در مسابقات جهانی دو و میدانی ۲۰۱۵ که در پکن، چین برگزار شده بود در رشته دو ۸۰۰ متر آن مسابقات حضور داشت.

## رکورد در رقابت‌ها
| سال               | مسابقه                           | محل برگزاری       | مقام              | رویداد            | توضیحات           |
| نماینده افغانستان | نماینده افغانستان                | نماینده افغانستان | نماینده افغانستان | نماینده افغانستان | نماینده افغانستان |
| ----------------- | -------------------------------- | ----------------- | ----------------- | ----------------- | ----------------- |
| ۲۰۱۵              | مسابقات جهانی دو و میدانی ۲۰۱۵   | پکن               | ۴۴م               | ۸۰۰ متر           | ۱:۵۹٫۵۱           |
| ۲۰۱۶              | مسابقات جهانی داخل سالن          | پورتلند، اورگن    | ۱۵م               | ۸۰۰ متر           | ۱:۵۷٫۳۶           |
| ۲۰۱۷              | مسابقات قهرمانی دو و میدانی آسیا | بوبانسور          | ۲۹م               | ۸۰۰ متر           | ۱:۵۸٫۷۵           |
| ۲۰۱۷              | مسابقات قهرمانی دو و میدانی آسیا | بوبانسور          | ۱۰م               | ۴ × 400 m relay   | ۳:۲۰٫۷۷           |